# Dany Chamoun
Dany Chamoun (Deir el-Qamar, 26 augustus 1934 - Beiroet, 21 oktober 1990) was een Libanees politicus. Dany Chamoun was de zoon van voormalig president Camille Chamoun en was een fel tegenstander van de bezetting van Libanees grondgebied door Israël en Syrië.

## Biografie
Dany Chamoun werd geboren in Deir el-Qamar in 1934. In 1975 werd hij namens de Nationaal-Liberale Partij minister van Defensie en richtte de Tijgermilitie op, die een belangrijke rol zou spelen in de eerste jaren van de Libanese Burgeroorlog.
In 1976 vormden deze Tijgermilitie, samen met de Falangisten, de Al-Tanzim en de Ḥurrās al-Arz de Forces Libanaises (FL), de sterkste christelijke organisatie, als militaire tak van het Libanese Front. Rond 1980 bestond het grootste gedeelte van de FL uit Falangisten, onder het bevel van Bashir Gemayel, tevens de oprichter van de FL. Er bestond een grote rivaliteit tussen de Tijgermilitie, onder bevel van Chamoun, en de Falangisten. De Tijgermilitie werd compleet vernietigd door de Falangisten bij het Bloedbad van Safra. Chamouns leven werd gespaard en hij vluchtte naar West-Beiroet, dat in handen was van de moslims, en trok zich tijdelijk terug uit de politiek.
Hij keerde al gauw terug en werd secretaris-generaal van de Nationaal-Liberale Partij, een functie die hij bekleedde van 1983 tot 1985, toen hij zijn vader opvolgde als partijleider. Vervolgens werd hij in 1988 president van het Libanese Front, een coalitie die bestond uit voornamelijk nationale en/of christelijke partijen en individuele politici die een band hadden met zijn vader. In datzelfde jaar kondigde hij zijn kandidaatschap voor de presidentsverkiezingen aan, om de opvolger te worden van Amin Gemayel, de broer van Bashir, die eerder was verkozen tot president (1982) maar voordat hij de eed had kunnen afleggen al werd vermoord.
Het kandidaatschap van Chamoun werd echter door Syrië, dat ca. 70% van Libanon had bezet, verboden.
Toen de termijn van Gemayel op 23 september 1988 afliep was er nog geen opvolger gekozen. Chamoun sprak zijn steun uit aan generaal Michel Aoun die door Gemayel was benoemd als hoofd van een interim regering. Aoun werd de leider van een van de twee regeringen die de komende twee jaar zouden strijden om de macht.
Chamoun was fel tegen het Vredesakkoord van Taif, omdat deze de moslimgemeenschap meer macht zou geven dan voorheen het geval was, en daarnaast de betrekkingen tussen Syrië en Libanon uit evenwicht kon brengen (in het voordeel van Syrië). Hij weigerde de nieuwe regering onder Elias Hrawi, die was gevormd dankzij het Vredesakkoord, te erkennen.

## Dood
Dany Chamoun werd op 21 oktober 1990, samen met zijn tweede vrouw en zijn twee zoons, vermoord. Samir Geagea, een rivaliserende christelijke leider en momenteel de leider van de LF, werd als verdachte gezien voor de moord en zat later 11 jaar opgesloten in de kelder van het Libanese ministerie van Defensie.
De broer van Dany Chamoun, Dory, die hem zou opvolgen als partijleider, trok de rechtszaak in twijfel en verklaarde op 25 april 2005 dat hij in de onschuld van Geagea geloofde en lastte een nieuw onderzoek in, op zoek naar de ware moordenaars, waarvan hij dacht dat het Syrische geheim agenten zouden zijn geweest.
Dany Chamoun liet twee dochters na, een van hen, Tracy Chamoun, is een prominente mensenrechtenactiviste en gelooft nog steeds dat Samir Geagea schuldig is aan de moord op haar familie.